# Pseudacaudella rubida
Pseudacaudella rubida är en insektsart som först beskrevs av Carl Julius Bernhard Börner 1939.  Pseudacaudella rubida ingår i släktet Pseudacaudella och familjen långrörsbladlöss. Arten är reproducerande i Sverige. Inga underarter finns listade i Catalogue of Life.